# 県犬養古麻呂
県犬養 古麻呂（あがたのいぬかい の こまろ、生没年不詳）は、奈良時代の貴族。官位は正五位上・宮内大輔。

## 経歴
聖武朝末の天平18年（746年）従五位下・治部少輔に叙任され、翌天平19年（747年）少納言に遷る。のち右少弁・右中弁と弁官を務める傍らで、孝謙朝初頭の天平勝宝3年（751年）従五位上に昇叙された。
淳仁朝の天平宝字5年（761年）筑後守に任ぜられ地方官を務める。天平宝字8年（764年）藤原仲麻呂の乱終結後に正五位下・中務大輔に叙任され、時期は不明ながら位階は正五位上に至った。神護景雲元年（767年）宮内大輔に遷っている。

## 官歴
注記のないものは『続日本紀』による。
- 時期不詳：正六位上
- 天平18年（746年） 4月23日：従五位下。9月20日：治部少輔
- 天平19年（747年） 9月23日：少納言
- 天平20年（748年） 日付不詳：見右少弁[1]
- 天平勝宝3年（751年） 正月25日：従五位上
- 天平勝宝4年（752年） 日付不詳：右中弁[2]
- 天平宝字5年（761年） 10月1日：筑後守
- 天平宝字8年（764年） 10月7日：正五位下。10月29日：中務大輔
- 時期不詳：正五位上
- 神護景雲元年（767年） 12月9日：宮内大輔